# Aucamvila (Tarn i Garona)
Aucamvila (en francès Aucamville) és un municipi francès situat al departament de Tarn i Garona i a la regió d'Occitània.

## Demografia
| 1954                                       | 1962 | 1968 | 1975 | 1982 | 1990 | 1999 | 2007 |
| ------------------------------------------ | ---- | ---- | ---- | ---- | ---- | ---- | ---- |
| 756                                        | 671  | 699  | 691  | 720  | 744  | 790  | 904  |
| Des de 1962: població sense dobles comptes |      |      |      |      |      |      |      |

## Administració
| Període   | Identitat          | Partit |
| --------- | ------------------ | ------ |
| 1983-2008 | André Dargassies   |        |
| 2008-     | Henri-Bernard Pech |        |

## Monuments

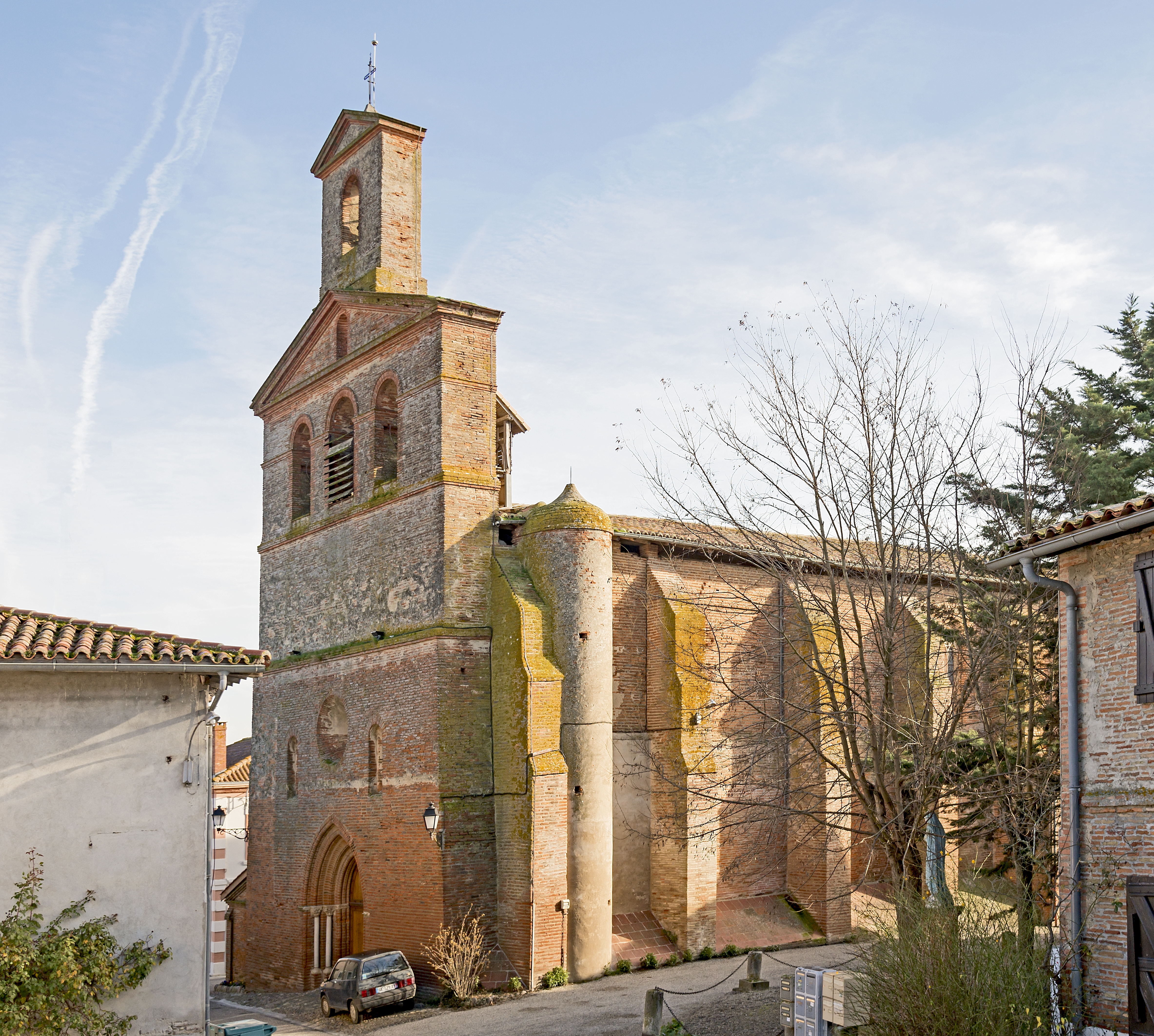
Església
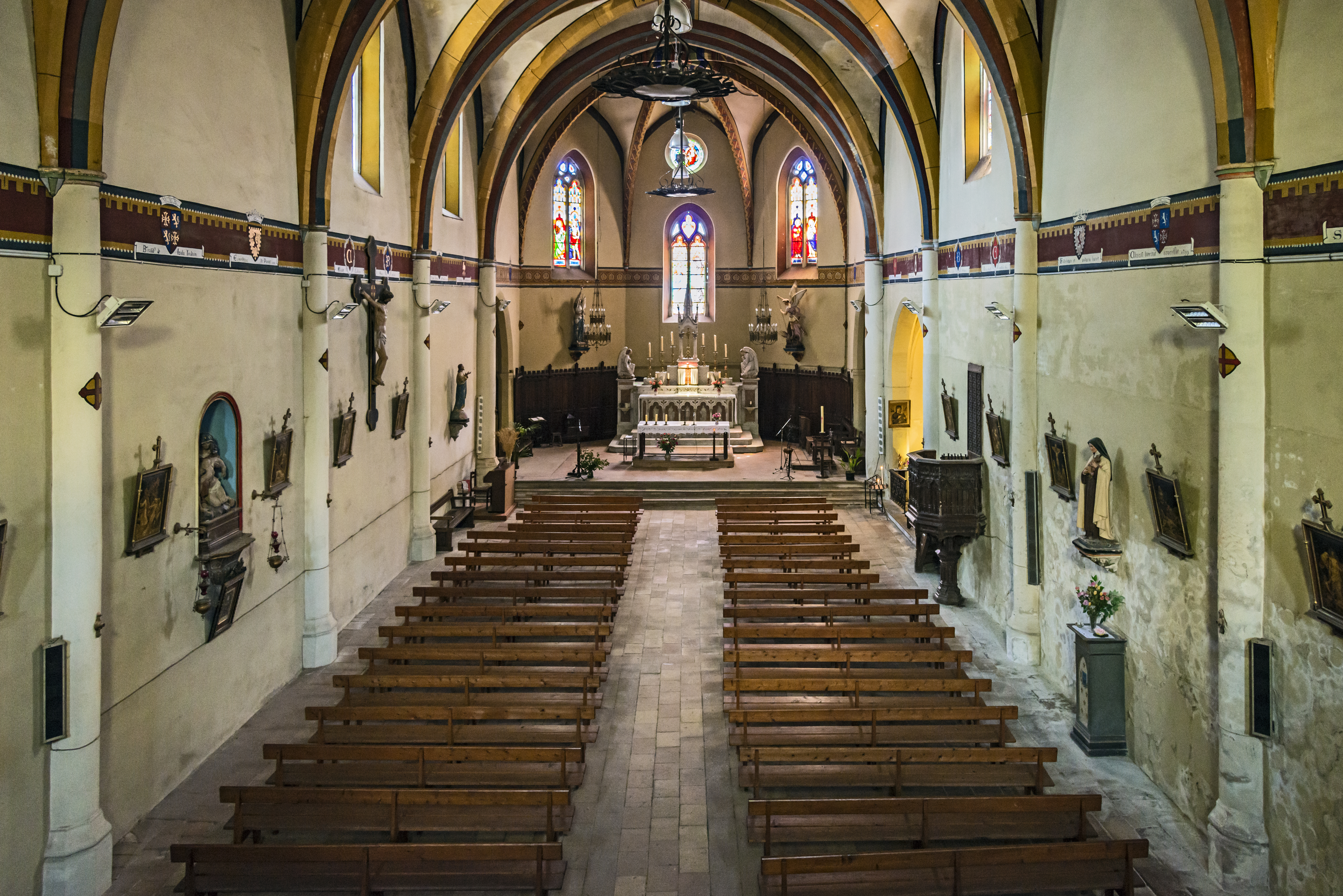
Església
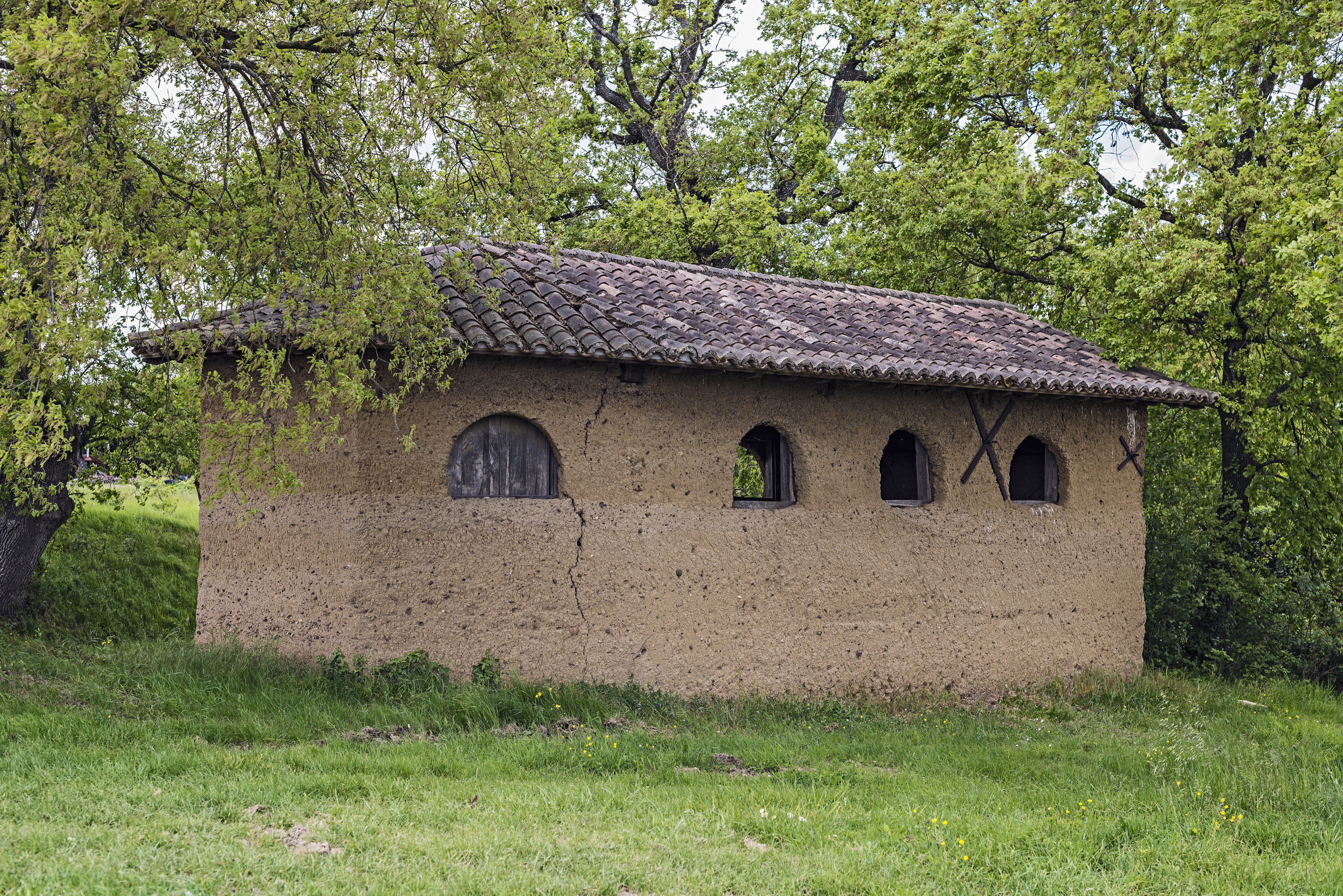
Capella Saint-Jean-Baptiste
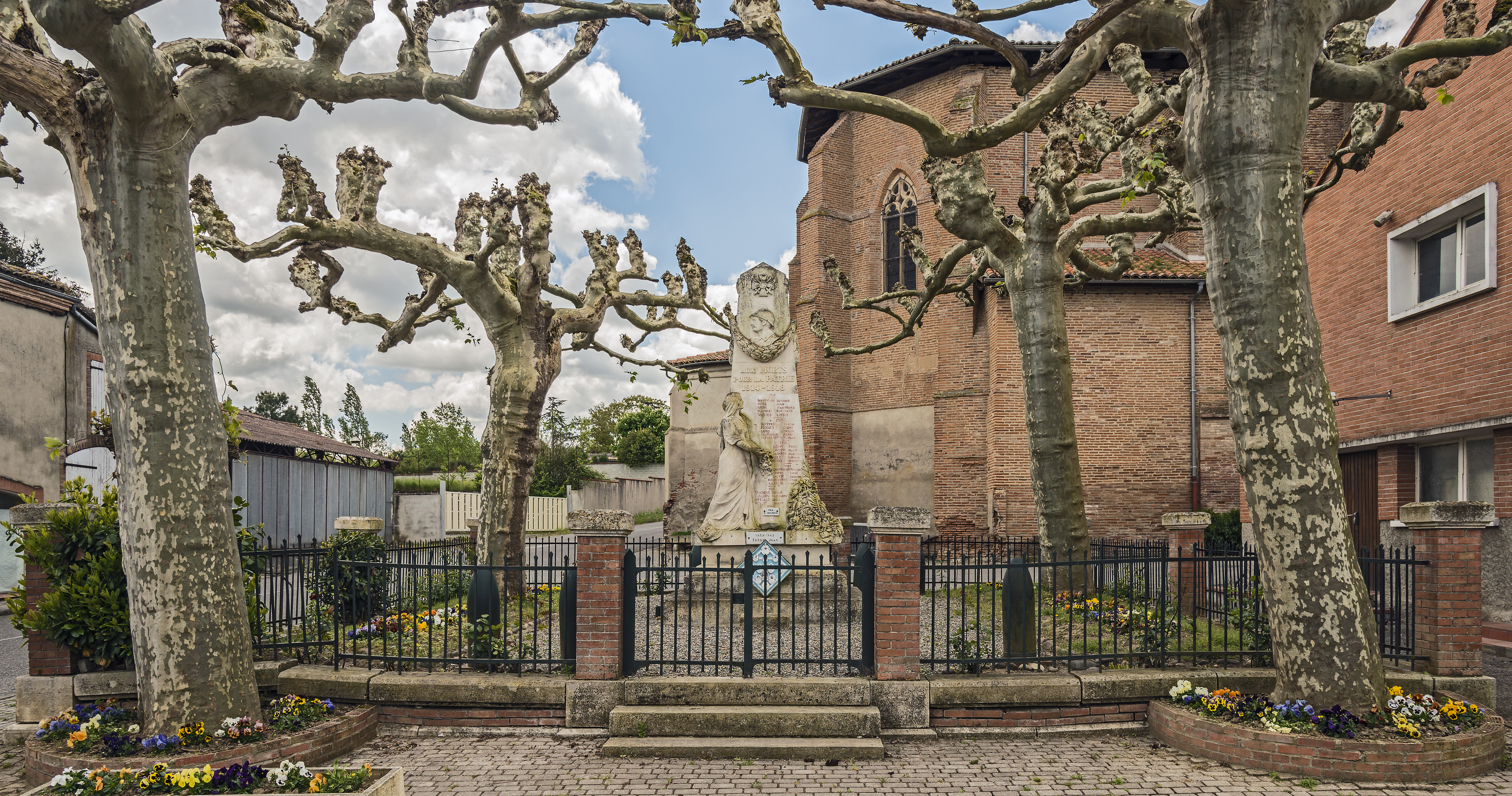
Monument als caiguts